# Honau
Honau est une ancienne commune suisse et actuelle localité de Root, située dans le canton de Lucerne, dans l'arrondissement électoral de Lucerne-campagne.

## Histoire
Le 3 mars 2024, les habitants de la commune d'Honau décident, à 75,5 %, de rejoindre la commune voisine de Root. Celle-ci sera effective au 1er janvier 2025.

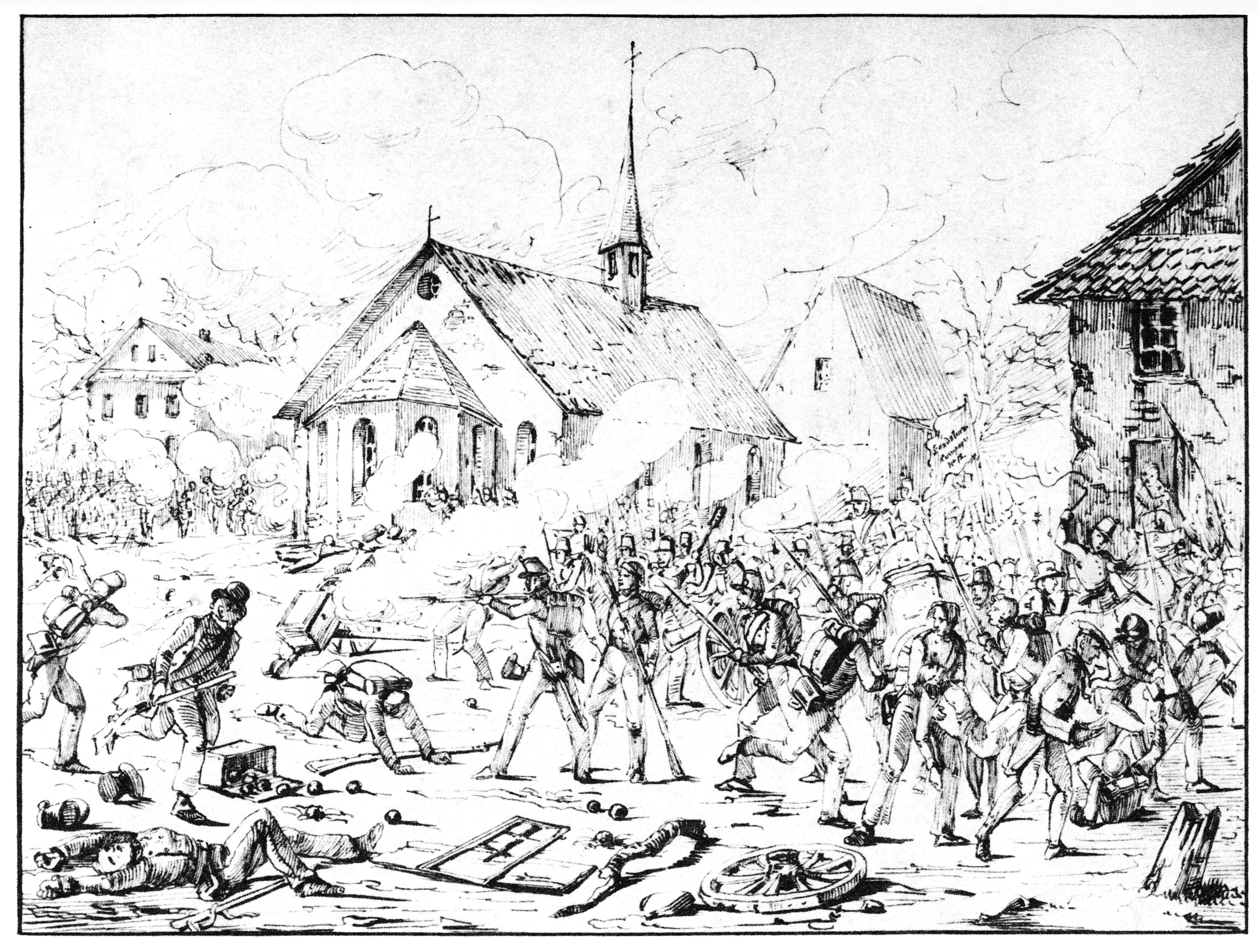
Un combat de la guerre du Sonderbund en 1847, près de Honau.